# Onthophagus worooa
Onthophagus worooa là một loài bọ cánh cứng trong họ Bọ hung (Scarabaeidae).